# أندرو كاليماك
أندرو كاليماك أو كاليماخ (بالإنجليزية: Andrew Calimach)‏، (مواليد 1953) هو ميثوغرافي روماني أمريكي، معروف بكتاباته حول موضوع العلاقات الجنسية المثلية في الأساطير اليونانية.

## العمل
قام كاليماك ببحث وتجميع الأساطير اليونانية عن المثلية. نشر بحثه في عام 2002 تحت عنوان أساطير العشاق: المثليون في الأساطير اليونانية. يتضمن في المجموعة حوار لوسيان بعنوان "Erotes"، يضم حوارًا بين محبة النساء وعشاق الرجال. في حفل توزيع جوائز لامدا الأدبية الخامس عشر، الذي عقد عام 2003، تم ترشيح أساطير العشاق في فئتي «الأطفال/الشباب» و«الروحانية».

## سيرة ذاتية
ولد كاليماك في رومانيا، وهو سليل لعائلة Callimachi النبيلة في مولدافيا. وصل كاليماك إلى الولايات المتحدة عام 1966 مع والديه. كان صديقًا وأخ في الدين لألين جينسبيرغ، وكلاهما من طلاب تشوجيام ترونجبا، المعلم البوذي التبتي. كما درس ومارس الشامانية Mazatec. وقد أعانت ممارساته الروحية نهجه في الأساطير اليونانية وساعدته على تعرف العناصر الروحية في القصص.
وهو باحث مستقل ومتعدد اللغات يكتب عن دراسات النوع الاجتماعي والقضايا الاجتماعية الأخرى، يقسم كاليماك وقته بين نيويورك وبوخارست، ويواصل دراساته وكتابته.